# Nemzeti Bajnokság I 2010-11
La Nemzeti Bajnokság I 2010-11 fue la 109.ª temporada de la Primera División de Hungría. El nombre oficial de la liga fue Monicomp Liga por razones de patrocinio. La temporada inició el 30 de julio de 2010 y finalizó el 27 de mayo de 2011. El campeón fue el club Videoton FC de la ciudad de Székesfehérvár, que consiguió su primer título de liga en su historia.
Los dieciséis clubes en competencia disputan dos ruedas con un total de 30 partidos disputados por club. Al final de la temporada, los dos últimos clasificados descienden y son sustituidos por los campeones de los dos grupos de la NB2, la segunda división de Hungría.

## Equipos
Nyíregyháza Spartacus y Diósgyőri VTK terminaron la temporada 2009/10 en los dos últimos lugares y por lo tanto fueron relegados a sus respectivas divisiones en la NB2.
Los dos equipos descendidos fueron reemplazados por los campeones de los dos grupos de la NBII 2009/10, Szolnoki MÁV FC del grupo "Este" y BFC Siófok del grupo "Oeste".
| Club                 | Ciudad         | Estadio                  | Capacidad |
| -------------------- | -------------- | ------------------------ | --------- |
| Debreceni VSC        | Debrecen       | Stadion Oláh Gábor Út    | 9.640     |
| Ferencvárosi TC      | Budapest       | Stadion Albert Flórián   | 18.100    |
| Győri ETO FC         | Győr           | ETO Park                 | 16.000    |
| Szombathelyi Haladás | Szombathely    | Rohonci út               | 12.000    |
| Budapest Honvéd FC   | Budapest       | Bozsik Stadion           | 10.000    |
| Kaposvári Rákóczi FC | Kaposvár       | Stadion Rákóczi          | 7.000     |
| Kecskeméti TE        | Kecskemét      | Széktói Stadion          | 6.300     |
| MTK Budapest         | Budapest       | Estadio Nándor Hidegkuti | 7.700     |
| Paksi SE             | Paks           | Stadion PSE              | 4.950     |
| Lombard-Pápa TFC     | Pápa           | Stadion Várkerti         | 4.500     |
| BFC Siófok           | Siófok         | Bányász Stadion          | 10.500    |
| Szolnoki MÁV FC      | Szolnok        | Tiszaligeti Stadion      | 10.000    |
| Újpest FC            | Budapest       | Estadio Ferenc Szusza    | 13.501    |
| Vasas SC             | Budapest       | Stadion Rudolf Illovszky | 12.000    |
| Videoton FC          | Székesfehérvár | Stadion Sóstói           | 15.000    |
| Zalaegerszegi TE     | Zalaegerszeg   | ZTE Arena                | 9.000     |

## Tabla de posiciones
- Al final de la temporada, el campeón se clasifica para la segunda ronda previa de la UEFA Champions League 2011-12. Mientras que el segundo y tercer lugar en el campeonato más el campeón de la Copa de Hungría disputarán la UEFA Europa League 2011-12.

|                 |     | Equipo               | PJ | PG | PE | PP | GF | GC | DG  | PTS |
| --------------- | --- | -------------------- | -- | -- | -- | -- | -- | -- | --- | --- |
| Clasificó a UCL | 1.  | Videoton FC          | 30 | 18 | 7  | 5  | 59 | 29 | +30 | 61  |
| Clasificó a UEL | 2.  | Paksi SE             | 30 | 17 | 5  | 8  | 54 | 37 | +17 | 56  |
| Clasificó a UEL | 3.  | Ferencváros Budapest | 30 | 15 | 5  | 10 | 50 | 43 | +7  | 50  |
|                 | 4.  | Zalaegerszegi TE     | 30 | 14 | 6  | 10 | 51 | 47 | +4  | 48  |
|                 | 5.  | Debreceni VSC        | 30 | 12 | 10 | 8  | 53 | 43 | +10 | 46  |
|                 | 6.  | Újpest Budapest      | 30 | 13 | 6  | 11 | 50 | 38 | +12 | 45  |
|                 | 7.  | Kaposvári Rákóczi FC | 30 | 13 | 4  | 13 | 41 | 42 | −1  | 43  |
|                 | 8.  | Haladás Szombathely  | 30 | 11 | 8  | 11 | 42 | 36 | +6  | 41  |
|                 | 9.  | Győri ETO FC         | 30 | 10 | 11 | 9  | 40 | 35 | +5  | 41  |
|                 | 10. | Honvéd Budapest      | 30 | 11 | 7  | 12 | 36 | 39 | −3  | 40  |
|                 | 11. | Vasas Budapest       | 30 | 11 | 7  | 12 | 34 | 46 | −12 | 40  |
| Clasificó a UEL | 12. | Kecskeméti TE (C)    | 30 | 11 | 3  | 16 | 51 | 56 | −5  | 36  |
|                 | 13. | Lombard Pápa         | 30 | 10 | 5  | 15 | 39 | 52 | −13 | 35  |
|                 | 14. | BFC Siófok (A)       | 30 | 8  | 10 | 12 | 29 | 41 | −12 | 34  |
| Descendió       | 15. | MTK Budapest         | 30 | 8  | 6  | 16 | 35 | 49 | −14 | 30  |
| Descendió       | 16. | Szolnoki MÁV FC (A)  | 30 | 5  | 6  | 19 | 26 | 56 | −30 | 21  |

- (C) Campeón de la Copa de Hungría.
- (A) Club ascendido la temporada anterior.

|  | Clasificado para la UEFA Champions League 2011-12. |
|  | Clasificado para la UEFA Europa League 2011-12.    |
|  | Descenso a la Nemzeti Bajnokság II.                |

## Máximos goleadores
| Jugador           | Club          | Goles |
| ----------------- | ------------- | ----- |
| André Alves       | Videoton FC   | 24    |
| André Schembri    | Ferencváros   | 16    |
| Dániel Böde       | Paksi SE      | 15    |
| Adamo Coulibaly   | Debreceni VSC | 14    |
| Lóránt Oláh       | Kaposvár      | 13    |
| Attila Tököli     | Kecskemét     | 13    |
| Patrik Tischler   | MTK Budapest  | 12    |
| Krisztián Kenesei | Haladás       | 11    |
| István Ferenczi   | Vasas         | 11    |
| Goran Marić       | Lombard-Pápa  | 11    |